# Saison 1991-1992 du Football Club de Grenoble rugby
Cette page présente la saison 1991-1992 du Football club de Grenoble rugby.
Grenoble est éliminé en demi-finale par le Biarritz de Serge Blanco à Bordeaux et les Juniors Reichel sont champion de France.
Frédéric Vélo est sélectionné en Écosse pour le Tournoi des Cinq Nations mais n’entre pas en jeu.
Il termine meilleur réalisateur du championnat avec 255 points.

## La naissance des mammouths
Ce surnom est né après le quart de finale 1992 gagné par Grenoble contre l'US Dax 22 à 21. L’entraîneur Dacquois René Bénésis avait alors eu cette expression pour qualifier le pack de Grenoble : « de véritables Mammouths ».
Ce surnom est repris par les supporteurs grenoblois.
Les avants grenoblois sont impressionnants avec :
1 Philippe Tapié - 2 Gilbert Brunat - 3 Franck Capdeville 

4 Willy Pepelnjak (cap.) - 5 Hervé Chaffardon

6 Stéphane Geraci - 8 Džoni Mandić - 7 Christophe Monteil

Avant les demi-finales, tout le monde pense que Grenoble et Toulon vont se retrouver au parc des Princes pour une finale 100% sud-est.
Après un match pourtant bien dominé Grenoble s’incline face à Biarritz 9-13 à Bordeaux, la déception est immense.

## Les matchs de la saison
Grenoble termine 3e de sa poule (derrière Bègles-Bordeaux et Perpignan) avec 11 victoires, 2 nuls et 5 défaites.

### À domicile
- Grenoble-Perigueux 44-22
- Grenoble-Perpignan 15-8
- Grenoble-Tyrosse 13-13
- Grenoble-Castres 18-12
- Grenoble-Bègles Bordeaux 9-3
- Grenoble-La Rochelle 48-15
- Grenoble-Dax 18-18
- Grenoble-Montferrand 37-9
- Grenoble-Nice 30-7

### À l’extérieur
- Périgueux-Grenoble 3-6
- Perpignan-Grenoble 15-6
- Tyrosse-Grenoble 12-6 (les deux équipes sont à égalité quand l'ouvreur landais Garat tente et manque le drop de la victoire. Dubois, qui a suivi marque l'essai de la victoire pour Tyrosse mais il était parti au moins 10 mètres hors-jeu[3].
- Castres-Grenoble 19-12
- Bègles Bordeaux-Grenoble 28-9
- La Rochelle-Grenoble 15-19
- Dax-Grenoble 7-21
- Montferrand-Grenoble 12-9
- Nice-Grenoble 9-17

## Classement des 4 poules de 10
Les équipes sont listées dans leur ordre de classement à l'issue de la première phase qualificative. Les huit premières équipes de chaque poule sont qualifiées pour les seizièmes de finale.
| - CA Bègles-Bordeaux - USA Perpignan - FC Grenoble - Castres olympique - US Dax - AS Montferrand - Tyrosse RCS - RRC Nice - CA Périgueux - Stade rochelais             | - SU Agen - CA Brive - AS Béziers - Stadoceste tarbais - Section paloise - FCS Rumilly - Stade montois - Stade bordelais UC - SC Mazamet - FC Lourdes        |
| - Stade toulousain - RC Nîmes - Biarritz olympique - CS Bourgoin-Jallieu - CO Le Creusot - FC Auch - Avenir valencien - US Cognac - Stade montchaninois - US Montauban | - RC Narbonne - Racing club de France - US Colomiers - Aviron bayonnais - Montpellier RC - SC Graulhet - RC Toulon - RC Chalon - US Romans - Stade ruthénois |

## 1/16ede finale
| Équipe 1    | Équipe 2    | Résultat |
| ----------- | ----------- | -------- |
| FC Grenoble | FCS Rumilly | 38-18    |

## 1/8ede finale
| Équipe 1    | Équipe 2              | Résultat |
| ----------- | --------------------- | -------- |
| FC Grenoble | Racing club de France | 27-12    |

## Quart de finale
| Équipe 1 | Équipe 2    | Résultat |
| -------- | ----------- | -------- |
| US Dax   | FC Grenoble | 21-22    |

## Demi-finale
| Équipe 1    | Équipe 2           | Résultat |
| ----------- | ------------------ | -------- |
| FC Grenoble | Biarritz olympique | 9-13     |

## Finale
| Équipe 1  | Équipe 2           | Résultat |
| --------- | ------------------ | -------- |
| RC Toulon | Biarritz olympique | 19-14    |

## Challenge Yves Du Manoir
En Challenge Yves du Manoir, Grenoble après avoir terminé en tête de sa poule est éliminé en quart de finale par Agen 15-12.

### À domicile
- Grenoble-Toulon 6-3
- Grenoble-Béziers 13-10
- Grenoble-Bourgoin 32-6

### À l’extérieur
- Toulon-Grenoble 6-20
- Béziers-Grenoble 27-15
- Bourgoin-Grenoble 9-9

### Tableau final
|  | Huitièmes de finale | Huitièmes de finale | Huitièmes de finale | Huitièmes de finale |    |    | Quarts de finale | Quarts de finale | Quarts de finale | Quarts de finale |  |  | Demi-finales | Demi-finales | Demi-finales | Demi-finales |  |  | Finale                                                | Finale                                                | Finale                                                | Finale                                                |
|  |                     |                     |                     |                     |    |    |                  |                  |                  |                  |  |  |              |              |              |              |  |  |                                                       |                                                       |                                                       |                                                       |
|  |                     |                     |                     |                     |    |    | 29 mars 1992     | 29 mars 1992     | 29 mars 1992     | 29 mars 1992     |  |  | 3 mai 1992   | 3 mai 1992   | 3 mai 1992   | 3 mai 1992   |  |  | 30 mai 1992, Parc des sports et de l'amitié, Narbonne | 30 mai 1992, Parc des sports et de l'amitié, Narbonne | 30 mai 1992, Parc des sports et de l'amitié, Narbonne | 30 mai 1992, Parc des sports et de l'amitié, Narbonne |
|  |                     |                     |                     |                     |    |    | 29 mars 1992     | 29 mars 1992     | 29 mars 1992     | 29 mars 1992     |  |  | 3 mai 1992   | 3 mai 1992   | 3 mai 1992   | 3 mai 1992   |  |  | 30 mai 1992, Parc des sports et de l'amitié, Narbonne | 30 mai 1992, Parc des sports et de l'amitié, Narbonne | 30 mai 1992, Parc des sports et de l'amitié, Narbonne | 30 mai 1992, Parc des sports et de l'amitié, Narbonne |
|  |                     |                     |                     |                     |    |    | 29 mars 1992     | 29 mars 1992     | 29 mars 1992     | 29 mars 1992     |  |  | 3 mai 1992   | 3 mai 1992   | 3 mai 1992   | 3 mai 1992   |  |  | 30 mai 1992, Parc des sports et de l'amitié, Narbonne | 30 mai 1992, Parc des sports et de l'amitié, Narbonne | 30 mai 1992, Parc des sports et de l'amitié, Narbonne | 30 mai 1992, Parc des sports et de l'amitié, Narbonne |
|  |                     |                     |                     |                     |    |    | 29 mars 1992     | 29 mars 1992     | 29 mars 1992     | 29 mars 1992     |  |  | 3 mai 1992   | 3 mai 1992   | 3 mai 1992   | 3 mai 1992   |  |  | 30 mai 1992, Parc des sports et de l'amitié, Narbonne | 30 mai 1992, Parc des sports et de l'amitié, Narbonne | 30 mai 1992, Parc des sports et de l'amitié, Narbonne | 30 mai 1992, Parc des sports et de l'amitié, Narbonne |
|  | SU Agen             | SU Agen             | 15                  | 15                  |    |    |                  |                  |                  |                  |  |  | 3 mai 1992   | 3 mai 1992   | 3 mai 1992   | 3 mai 1992   |  |  | 30 mai 1992, Parc des sports et de l'amitié, Narbonne | 30 mai 1992, Parc des sports et de l'amitié, Narbonne | 30 mai 1992, Parc des sports et de l'amitié, Narbonne | 30 mai 1992, Parc des sports et de l'amitié, Narbonne |
|  | SU Agen             | SU Agen             | 15                  | 15                  |    |    |                  |                  |                  |                  |  |  | 3 mai 1992   | 3 mai 1992   | 3 mai 1992   | 3 mai 1992   |  |  | 30 mai 1992, Parc des sports et de l'amitié, Narbonne | 30 mai 1992, Parc des sports et de l'amitié, Narbonne | 30 mai 1992, Parc des sports et de l'amitié, Narbonne | 30 mai 1992, Parc des sports et de l'amitié, Narbonne |
|  |                     |                     | FC Grenoble         | FC Grenoble         | 12 | 12 |                  |                  |                  |                  |  |  | 3 mai 1992   | 3 mai 1992   | 3 mai 1992   | 3 mai 1992   |  |  | 30 mai 1992, Parc des sports et de l'amitié, Narbonne | 30 mai 1992, Parc des sports et de l'amitié, Narbonne | 30 mai 1992, Parc des sports et de l'amitié, Narbonne | 30 mai 1992, Parc des sports et de l'amitié, Narbonne |
|  |                     |                     |                     |                     | 12 | 12 |                  |                  |                  |                  |  |  | 3 mai 1992   | 3 mai 1992   | 3 mai 1992   | 3 mai 1992   |  |  | 30 mai 1992, Parc des sports et de l'amitié, Narbonne | 30 mai 1992, Parc des sports et de l'amitié, Narbonne | 30 mai 1992, Parc des sports et de l'amitié, Narbonne | 30 mai 1992, Parc des sports et de l'amitié, Narbonne |
|  |                     | 29 mars 1992        |                     |                     |    |    |                  |                  |                  |                  |  |  | 3 mai 1992   | 3 mai 1992   | 3 mai 1992   | 3 mai 1992   |  |  | 30 mai 1992, Parc des sports et de l'amitié, Narbonne | 30 mai 1992, Parc des sports et de l'amitié, Narbonne | 30 mai 1992, Parc des sports et de l'amitié, Narbonne | 30 mai 1992, Parc des sports et de l'amitié, Narbonne |
|  |                     |                     |                     |                     |    |    |                  |                  |                  |                  |  |  | 3 mai 1992   | 3 mai 1992   | 3 mai 1992   | 3 mai 1992   |  |  | 30 mai 1992, Parc des sports et de l'amitié, Narbonne | 30 mai 1992, Parc des sports et de l'amitié, Narbonne | 30 mai 1992, Parc des sports et de l'amitié, Narbonne | 30 mai 1992, Parc des sports et de l'amitié, Narbonne |
|  | SU Agen             | SU Agen             | 21                  | 21                  |    |    |                  |                  |                  |                  |  |  |              |              |              |              |  |  | 30 mai 1992, Parc des sports et de l'amitié, Narbonne | 30 mai 1992, Parc des sports et de l'amitié, Narbonne | 30 mai 1992, Parc des sports et de l'amitié, Narbonne | 30 mai 1992, Parc des sports et de l'amitié, Narbonne |
|  | SU Agen             | SU Agen             | 21                  | 21                  |    |    |                  |                  |                  |                  |  |  |              |              |              |              |  |  | 30 mai 1992, Parc des sports et de l'amitié, Narbonne | 30 mai 1992, Parc des sports et de l'amitié, Narbonne | 30 mai 1992, Parc des sports et de l'amitié, Narbonne | 30 mai 1992, Parc des sports et de l'amitié, Narbonne |
|  |                     |                     | RC Toulon           | RC Toulon           | 3  | 3  |                  |                  |                  |                  |  |  |              |              |              |              |  |  | 30 mai 1992, Parc des sports et de l'amitié, Narbonne | 30 mai 1992, Parc des sports et de l'amitié, Narbonne | 30 mai 1992, Parc des sports et de l'amitié, Narbonne | 30 mai 1992, Parc des sports et de l'amitié, Narbonne |
|  |                     |                     |                     |                     | 3  | 3  |                  |                  |                  |                  |  |  |              |              |              |              |  |  | 30 mai 1992, Parc des sports et de l'amitié, Narbonne | 30 mai 1992, Parc des sports et de l'amitié, Narbonne | 30 mai 1992, Parc des sports et de l'amitié, Narbonne | 30 mai 1992, Parc des sports et de l'amitié, Narbonne |
|  |                     | 19 avril 1992       |                     |                     |    |    |                  |                  |                  |                  |  |  |              |              |              |              |  |  | 30 mai 1992, Parc des sports et de l'amitié, Narbonne | 30 mai 1992, Parc des sports et de l'amitié, Narbonne | 30 mai 1992, Parc des sports et de l'amitié, Narbonne | 30 mai 1992, Parc des sports et de l'amitié, Narbonne |
|  |                     |                     |                     |                     |    |    |                  |                  |                  |                  |  |  |              |              |              |              |  |  | 30 mai 1992, Parc des sports et de l'amitié, Narbonne | 30 mai 1992, Parc des sports et de l'amitié, Narbonne | 30 mai 1992, Parc des sports et de l'amitié, Narbonne | 30 mai 1992, Parc des sports et de l'amitié, Narbonne |
|  | RC Toulon           | RC Toulon           | 12                  | 12                  |    |    |                  |                  |                  |                  |  |  |              |              |              |              |  |  | 30 mai 1992, Parc des sports et de l'amitié, Narbonne | 30 mai 1992, Parc des sports et de l'amitié, Narbonne | 30 mai 1992, Parc des sports et de l'amitié, Narbonne | 30 mai 1992, Parc des sports et de l'amitié, Narbonne |
|  | RC Toulon           | RC Toulon           | 12                  | 12                  |    |    |                  |                  |                  |                  |  |  |              |              |              |              |  |  | 30 mai 1992, Parc des sports et de l'amitié, Narbonne | 30 mai 1992, Parc des sports et de l'amitié, Narbonne | 30 mai 1992, Parc des sports et de l'amitié, Narbonne | 30 mai 1992, Parc des sports et de l'amitié, Narbonne |
|  |                     |                     | CA Bègles Bordeaux  | CA Bègles Bordeaux  | 9  | 9  |                  |                  |                  |                  |  |  |              |              |              |              |  |  | 30 mai 1992, Parc des sports et de l'amitié, Narbonne | 30 mai 1992, Parc des sports et de l'amitié, Narbonne | 30 mai 1992, Parc des sports et de l'amitié, Narbonne | 30 mai 1992, Parc des sports et de l'amitié, Narbonne |
|  |                     |                     |                     |                     | 9  | 9  |                  |                  |                  |                  |  |  |              |              |              |              |  |  | 30 mai 1992, Parc des sports et de l'amitié, Narbonne | 30 mai 1992, Parc des sports et de l'amitié, Narbonne | 30 mai 1992, Parc des sports et de l'amitié, Narbonne | 30 mai 1992, Parc des sports et de l'amitié, Narbonne |
|  |                     | 28 mars 1992        |                     |                     |    |    |                  |                  |                  |                  |  |  |              |              |              |              |  |  | 30 mai 1992, Parc des sports et de l'amitié, Narbonne | 30 mai 1992, Parc des sports et de l'amitié, Narbonne | 30 mai 1992, Parc des sports et de l'amitié, Narbonne | 30 mai 1992, Parc des sports et de l'amitié, Narbonne |
|  |                     |                     |                     |                     |    |    |                  |                  |                  |                  |  |  |              |              |              |              |  |  | 30 mai 1992, Parc des sports et de l'amitié, Narbonne | 30 mai 1992, Parc des sports et de l'amitié, Narbonne | 30 mai 1992, Parc des sports et de l'amitié, Narbonne | 30 mai 1992, Parc des sports et de l'amitié, Narbonne |
|  | SU Agen             | SU Agen             | 23                  | 23                  |    |    |                  |                  |                  |                  |  |  |              |              |              |              |  |  |                                                       |                                                       |                                                       |                                                       |
|  | SU Agen             | SU Agen             | 23                  | 23                  |    |    |                  |                  |                  |                  |  |  |              |              |              |              |  |  |                                                       |                                                       |                                                       |                                                       |
|  |                     |                     | RC Narbonne         | RC Narbonne         | 18 | 18 |                  |                  |                  |                  |  |  |              |              |              |              |  |  |                                                       |                                                       |                                                       |                                                       |
|  |                     |                     |                     |                     | 18 | 18 |                  |                  |                  |                  |  |  |              |              |              |              |  |  |                                                       |                                                       |                                                       |                                                       |
|  |                     |                     |                     |                     |    |    |                  |                  |                  |                  |  |  |              |              |              |              |  |  |                                                       |                                                       |                                                       |                                                       |
|  |                     |                     |                     |                     |    |    |                  |                  |                  |                  |  |  |              |              |              |              |  |  |                                                       |                                                       |                                                       |                                                       |
|  | Racing CF           | Racing CF           | 23                  | 23                  |    |    |                  |                  |                  |                  |  |  |              |              |              |              |  |  |                                                       |                                                       |                                                       |                                                       |
|  | Racing CF           | Racing CF           | 23                  | 23                  |    |    |                  |                  |                  |                  |  |  |              |              |              |              |  |  |                                                       |                                                       |                                                       |                                                       |
|  |                     |                     | Aviron bayonnais    | Aviron bayonnais    | 15 | 15 |                  |                  |                  |                  |  |  |              |              |              |              |  |  |                                                       |                                                       |                                                       |                                                       |
|  |                     |                     |                     |                     | 15 | 15 |                  |                  |                  |                  |  |  |              |              |              |              |  |  |                                                       |                                                       |                                                       |                                                       |
|  |                     | 29 mars 1992        |                     |                     |    |    |                  |                  |                  |                  |  |  |              |              |              |              |  |  |                                                       |                                                       |                                                       |                                                       |
|  |                     |                     |                     |                     |    |    |                  |                  |                  |                  |  |  |              |              |              |              |  |  |                                                       |                                                       |                                                       |                                                       |
|  | Racing CF           | Racing CF           | 9                   | 9                   |    |    |                  |                  |                  |                  |  |  |              |              |              |              |  |  |                                                       |                                                       |                                                       |                                                       |
|  | Racing CF           | Racing CF           | 9                   | 9                   |    |    |                  |                  |                  |                  |  |  |              |              |              |              |  |  |                                                       |                                                       |                                                       |                                                       |
|  |                     |                     | RC Narbonne         | RC Narbonne         | 15 | 15 |                  |                  |                  |                  |  |  |              |              |              |              |  |  |                                                       |                                                       |                                                       |                                                       |
|  |                     |                     |                     |                     | 15 | 15 |                  |                  |                  |                  |  |  |              |              |              |              |  |  |                                                       |                                                       |                                                       |                                                       |
|  |                     |                     |                     |                     |    |    |                  |                  |                  |                  |  |  |              |              |              |              |  |  |                                                       |                                                       |                                                       |                                                       |
|  |                     |                     |                     |                     |    |    |                  |                  |                  |                  |  |  |              |              |              |              |  |  |                                                       |                                                       |                                                       |                                                       |
|  | RC Narbonne         | RC Narbonne         | 12                  | 12                  |    |    |                  |                  |                  |                  |  |  |              |              |              |              |  |  |                                                       |                                                       |                                                       |                                                       |
|  | RC Narbonne         | RC Narbonne         | 12                  | 12                  |    |    |                  |                  |                  |                  |  |  |              |              |              |              |  |  |                                                       |                                                       |                                                       |                                                       |
|  |                     |                     | CA Brive            | CA Brive            | 3  | 3  |                  |                  |                  |                  |  |  |              |              |              |              |  |  |                                                       |                                                       |                                                       |                                                       |
|  |                     |                     |                     |                     | 3  | 3  |                  |                  |                  |                  |  |  |              |              |              |              |  |  |                                                       |                                                       |                                                       |                                                       |
|  |                     |                     |                     |                     |    |    |                  |                  |                  |                  |  |  |              |              |              |              |  |  |                                                       |                                                       |                                                       |                                                       |
|  |                     |                     |                     |                     |    |    |                  |                  |                  |                  |  |  |              |              |              |              |  |  |                                                       |                                                       |                                                       |                                                       |
|  |                     |                     |                     |                     |    |    |                  |                  |                  |                  |  |  |              |              |              |              |  |  |                                                       |                                                       |                                                       |                                                       |
|  |                     |                     |                     |                     |    |    |                  |                  |                  |                  |  |  |              |              |              |              |  |  |                                                       |                                                       |                                                       |                                                       |

## Entraîneur
L'équipe professionnelle est encadrée par
| Nom             | Poste      | Nationalité |
| --------------- | ---------- | ----------- |
| Michel Ringeval | Entraîneur | France      |

## Effectif de la saison 1991-1992
| Nom                   | Poste                  | Naissance         | Nationalité        |
| --------------------- | ---------------------- | ----------------- | ------------------ |
| Jean-Claude Alexandre | Pilier                 | 19 juin 1958      | France             |
| Alain Bourlier        | Pilier                 | 10 décembre 1968  | France             |
| Franck Capdeville     | Pilier                 | 26 mai 1964       | France             |
| Pataus                | Pilier                 | -                 | France             |
| Jean-Marc Romand      | Pilier                 | 27 mars 1957      | France             |
| Philippe Tapié        | Pilier                 | 2 novembre 1966   | France             |
| Sylvain Bégon         | Talonneur              | 19 janvier 1972   | France             |
| Gilbert Brunat        | Talonneur              | 28 janvier 1958   | France             |
| Éric Ferruit          | Talonneur              | 10 juillet 1962   | France             |
| Pajoad                | Talonneur              | -                 | France             |
| Olivier Brouzet       | Deuxième ligne         | 22 novembre 1972  | France             |
| Hervé Chaffardon      | Deuxième ligne         | 27 août 1965      | France             |
| Pierre Jullien        | Deuxième ligne         | -                 | France             |
| Willy Pepelnjak       | Deuxième ligne         | 21 mai 1961       | France             |
| Michel Malafosse      | Troisième ligne aile   | 23 juin 1966      | France             |
| Jean-Yves Morel       | Troisième ligne aile   | 10 février 1969   | France             |
| Christophe Monteil    | Troisième ligne aile   | 31 décembre 1961  | France             |
| Patrice Vacchino      | Troisième ligne aile   | 15 juillet 1970   | France             |
| Stéphane Geraci       | Troisième ligne centre | 3 août 1966       | France             |
| Džoni Mandić          | Troisième ligne centre | 6 septembre 1966  | Bosnie-Herzégovine |
| Dominique Mazille     | Demi de mêlée          | 10 décembre 1961  | France             |
| Cyril Menzildjian     | Demi de mêlée          | 26 septembre 1971 | France             |
| Roux                  | Demi de mêlée          | -                 | France             |
| Patrick Goirand       | Demi d'ouverture       | 10 octobre 1972   | France             |
| Frédéric Vélo         | Demi d'ouverture       | 4 janvier 1966    | France             |
| Alain Gély            | Centre                 | 25 janvier 1963   | France             |
| Thierry Picard        | Centre                 | 16 juillet 1965   | France             |
| Jean-Philippe Rey     | Centre                 | 25 mai 1963       | France             |
| Martial Servantes     | Centre                 | 20 octobre 1967   | France             |
| Charl Snyman          | Centre                 | 3 août 1967       | Afrique du Sud     |
| Brice Bardou          | Ailier                 | 13 février 1969   | France             |
| Gilles Bonniot        | Ailier                 | -                 | France             |
| Philippe Meunier      | Ailier                 | 19 juin 1963      | France             |
| Pascal Villard        | Ailier                 | 22 février 1969   | France             |
| Stéphane Weller       | Ailier                 | 13 juin 1966      | France             |
| Cyril Savy            | Arrière                | 11 juillet 1968   | France             |
| Stéphane Trouilloud   | Arrière                | 6 février 1969    | France             |

### Équipe-Type
1. Philippe Tapié  2. Éric Ferruit ou Gilbert Brunat 3. Franck Capdeville 

4. Willy Pepelnjak  5. Hervé Chaffardon 

6. Stéphane Geraci 8. Džoni Mandić 7. Christophe Monteil ou Jean-Yves Morel

9. Dominique Mazille 10. Frédéric Vélo 

11. Philippe Meunier 12. Thierry Picard 13. Alain Gély 14. Stéphane Weller 

15. Cyril Savy 